# Castello di Bled
Il castello di Bled (in sloveno Blejski grad) è un castello medievale costruito su una rocca che sovrasta il lago di Bled in Slovenia e si trova nel comune di Bled. Si pensa che sia il più antico castello sloveno ed è attualmente una delle attrazioni turistiche più visitate del paese.
Il castello ha origini intorno al XI secolo per donazione dell'imperatore Enrico II a favore dei vescovi di Bressanone, poi data la sua posizione passò sotto gli Asburgo nel 1278.

## Citazioni letterarie
Il castello, chiamato Castello di Vled, viene citato nel romanzo Veronika decide di morire di Paulo Coelho, in cui si accenna ad esso come luogo in cui "un produttore francese organizza un ricevimento per giornalisti di tutto il mondo" (p.12)

## Galleria d'immagini

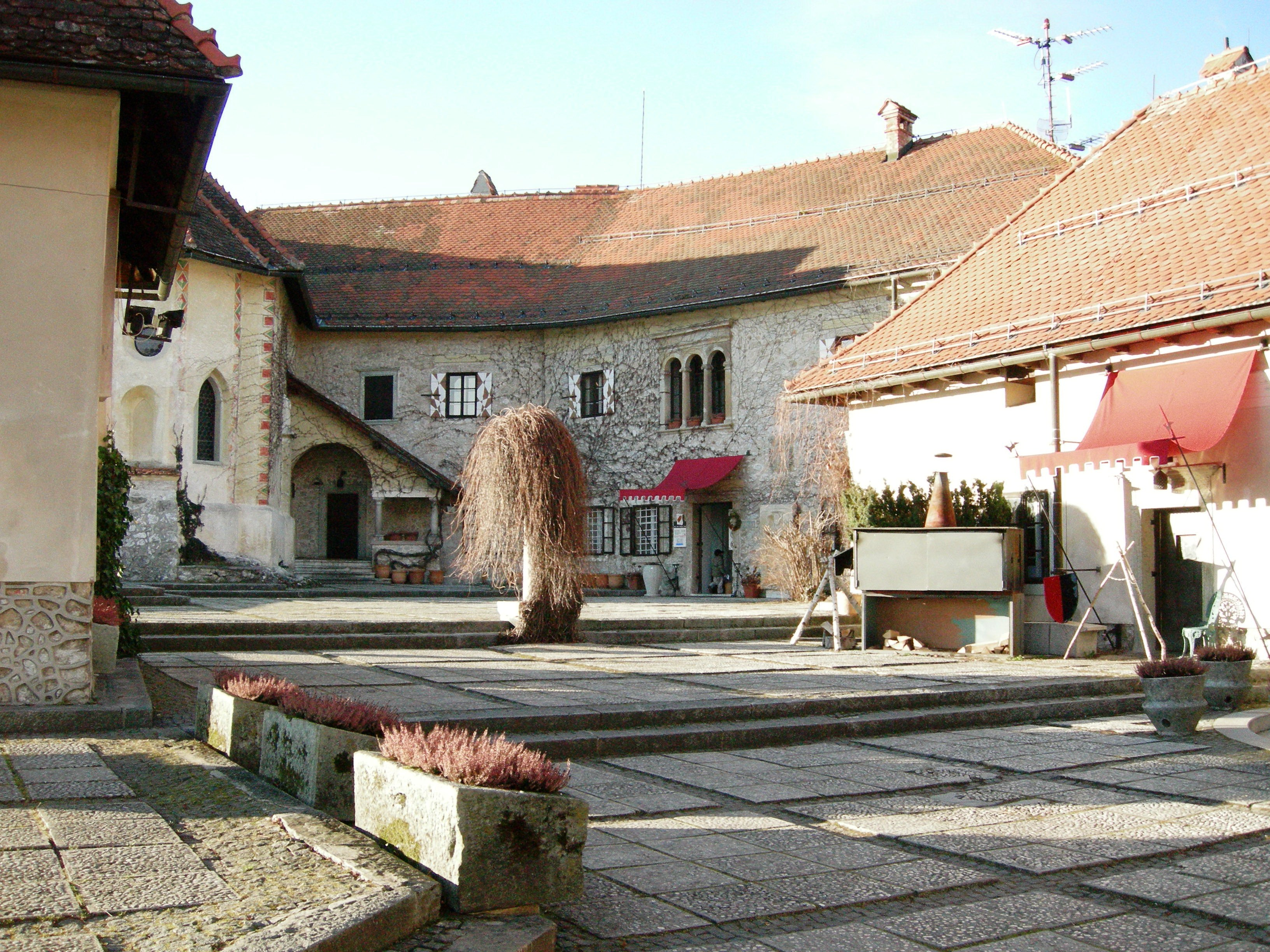
Cortile superiore con la residenza e la capella in stile gotico del castello
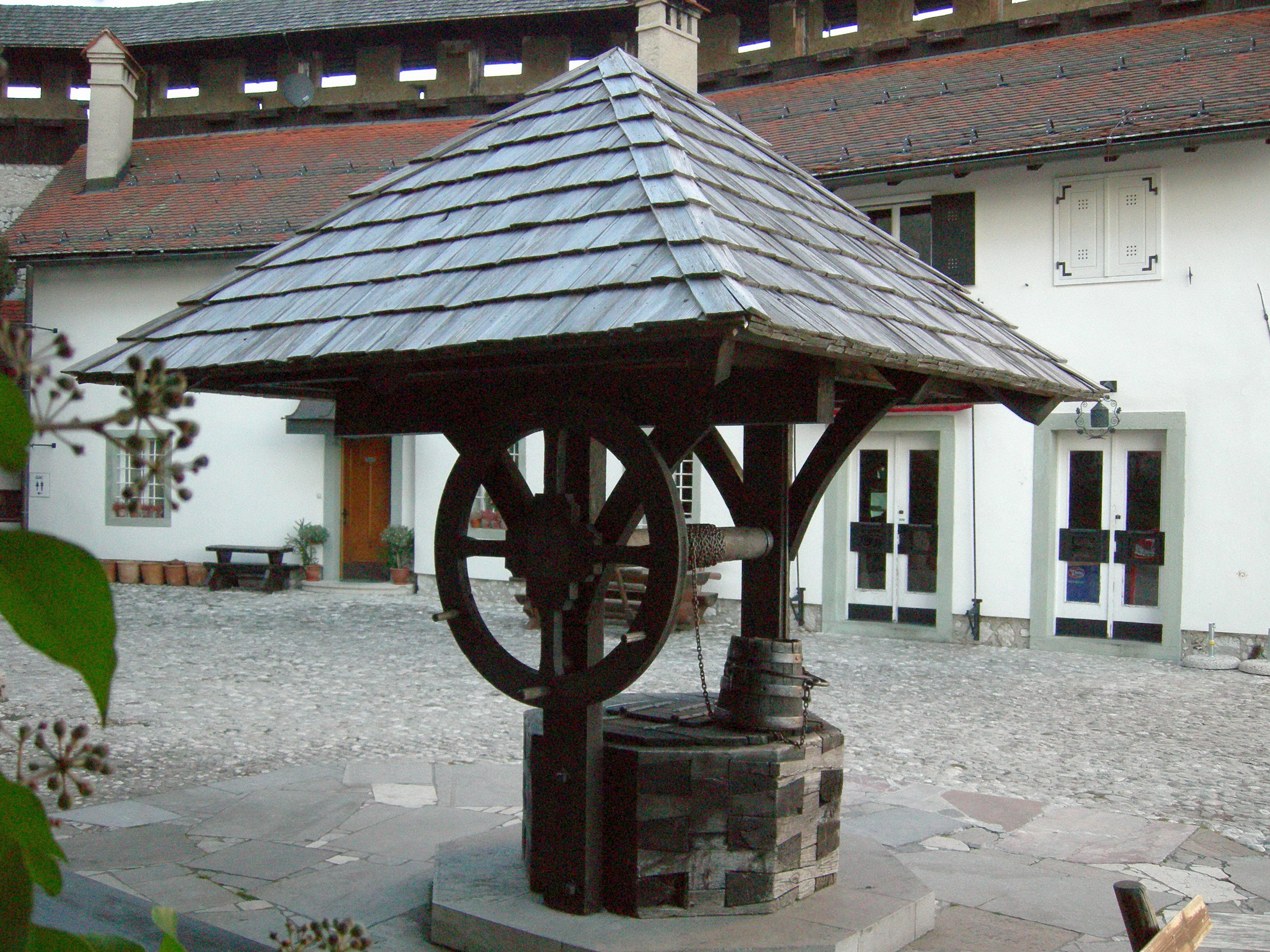
Cortile inferiore
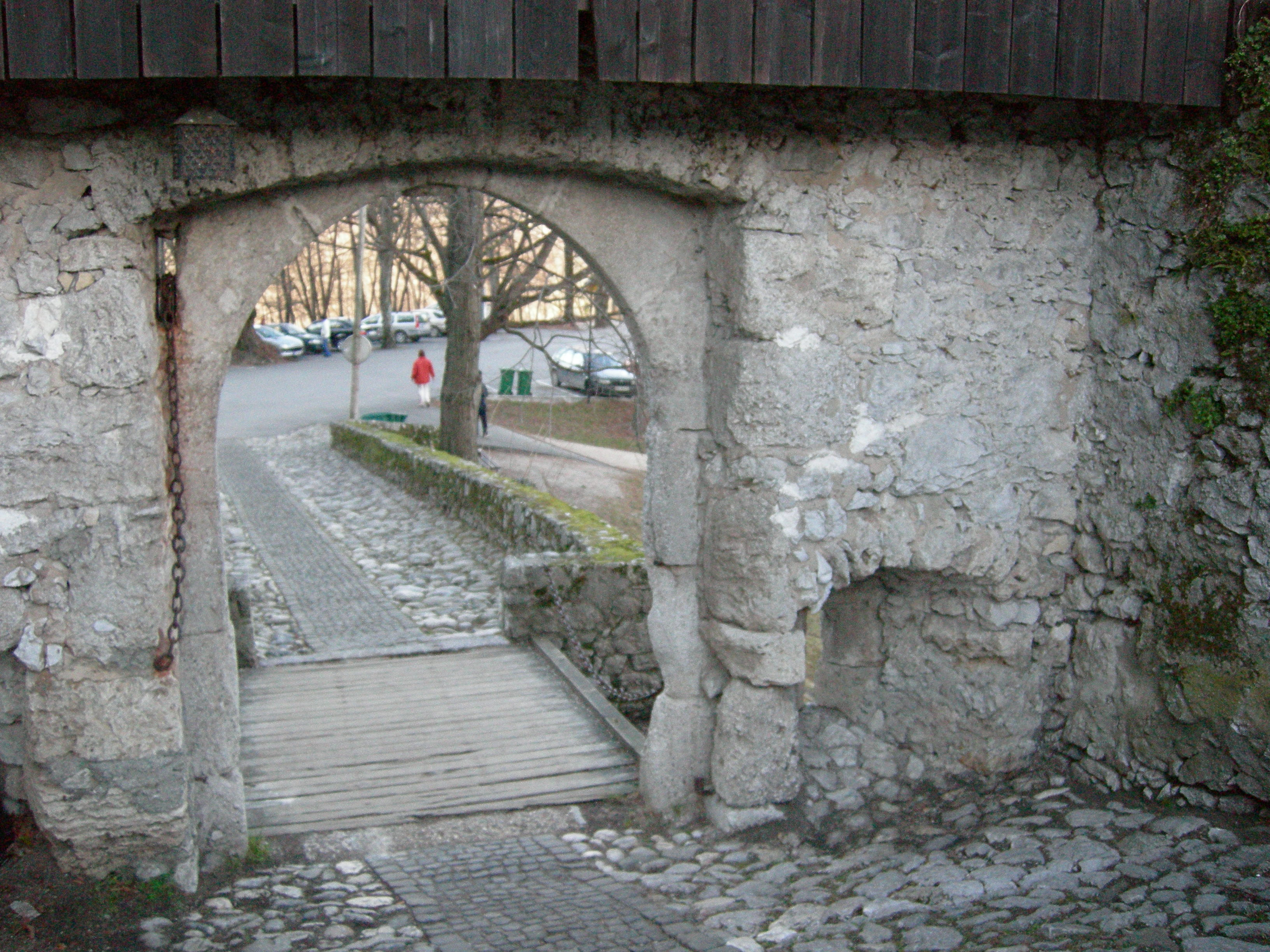
Entrata del castello
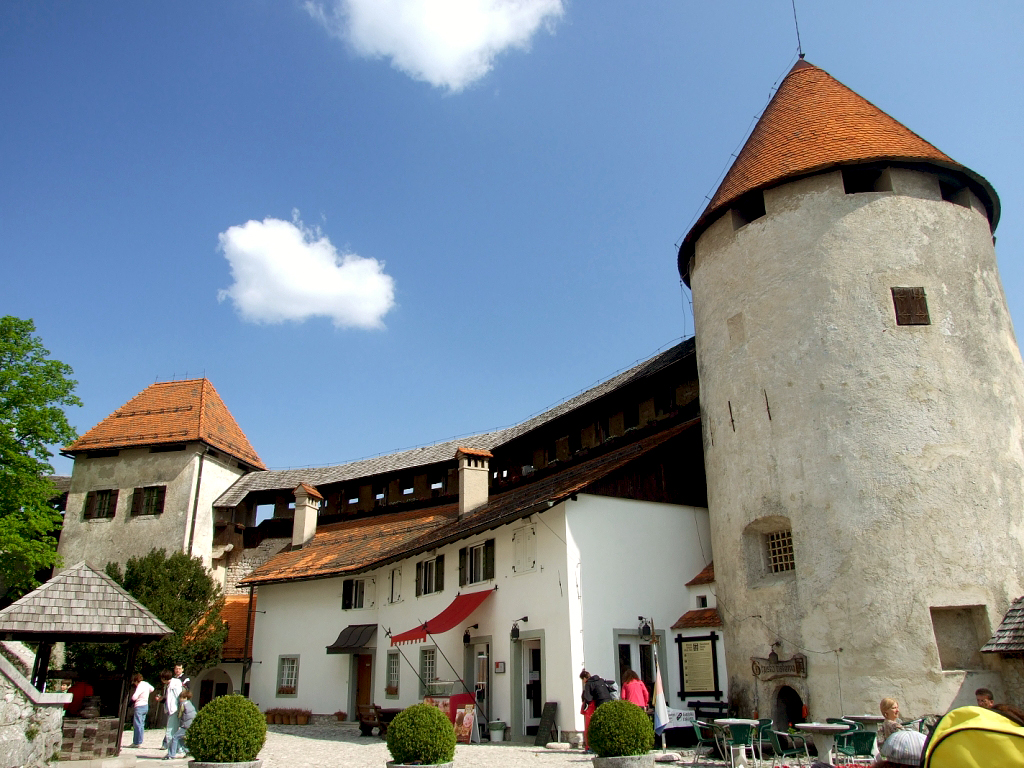
Alcune costruzioni intorno al cortile inferiore
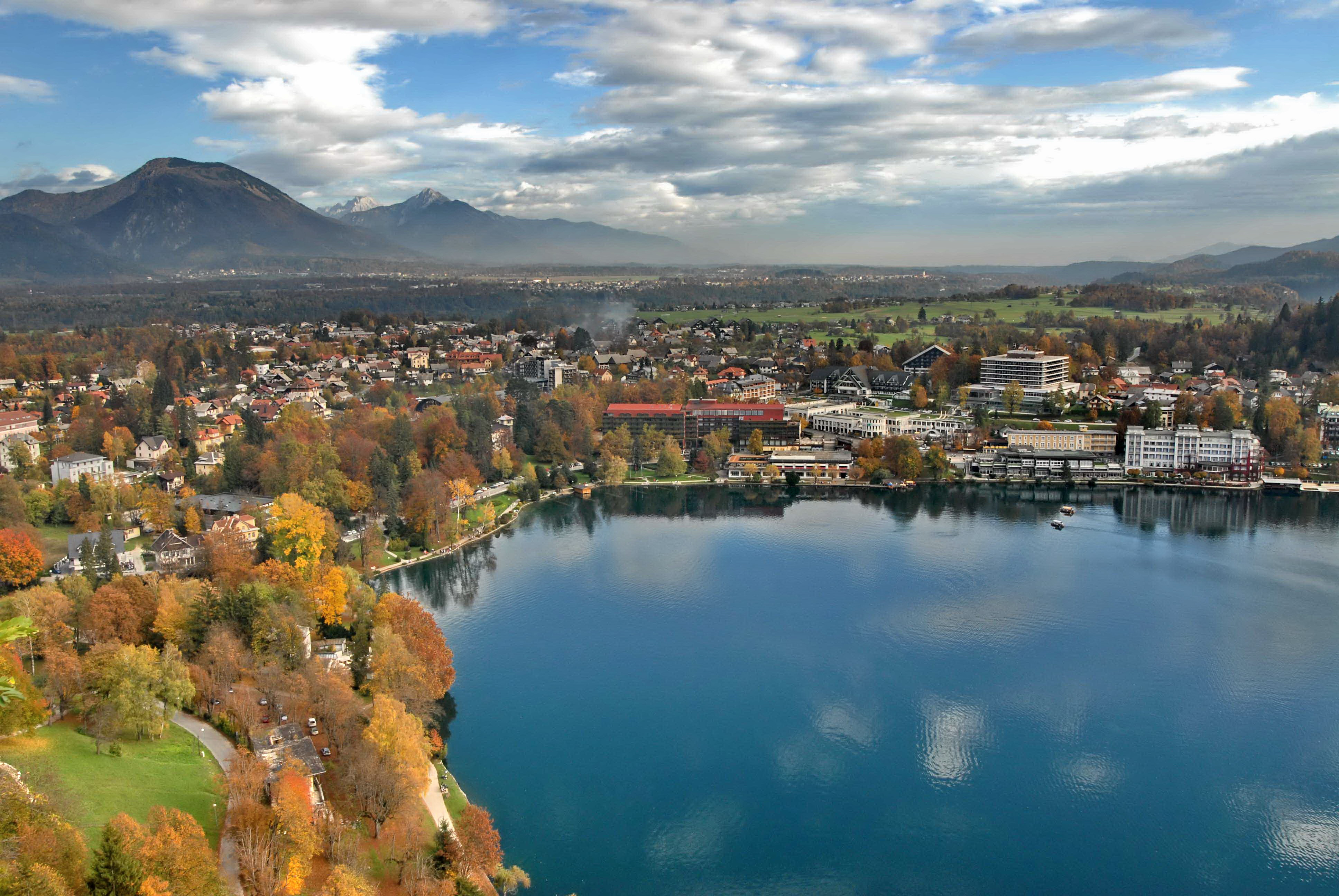
Vista dal castello
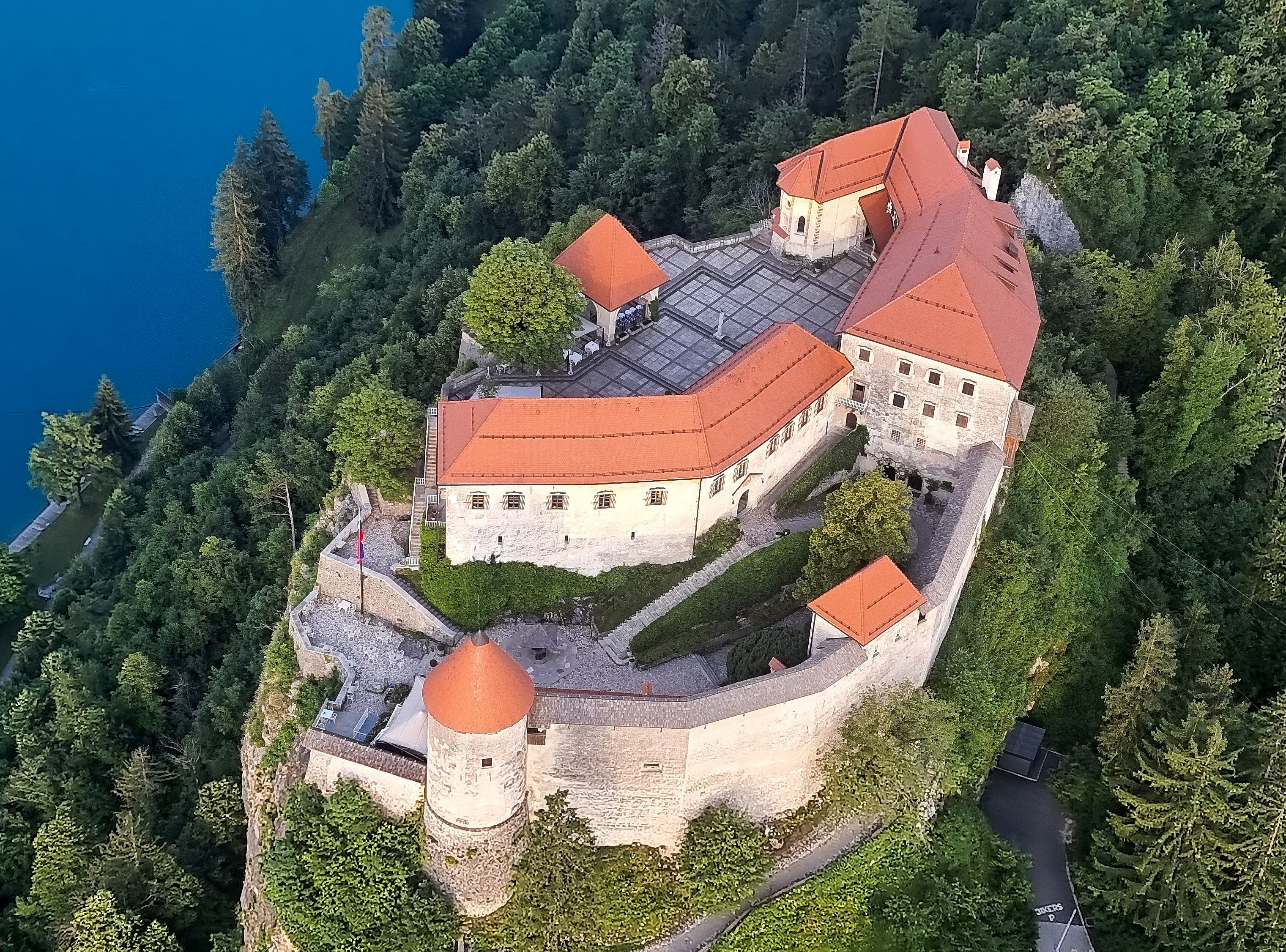
Veduta dall'alto
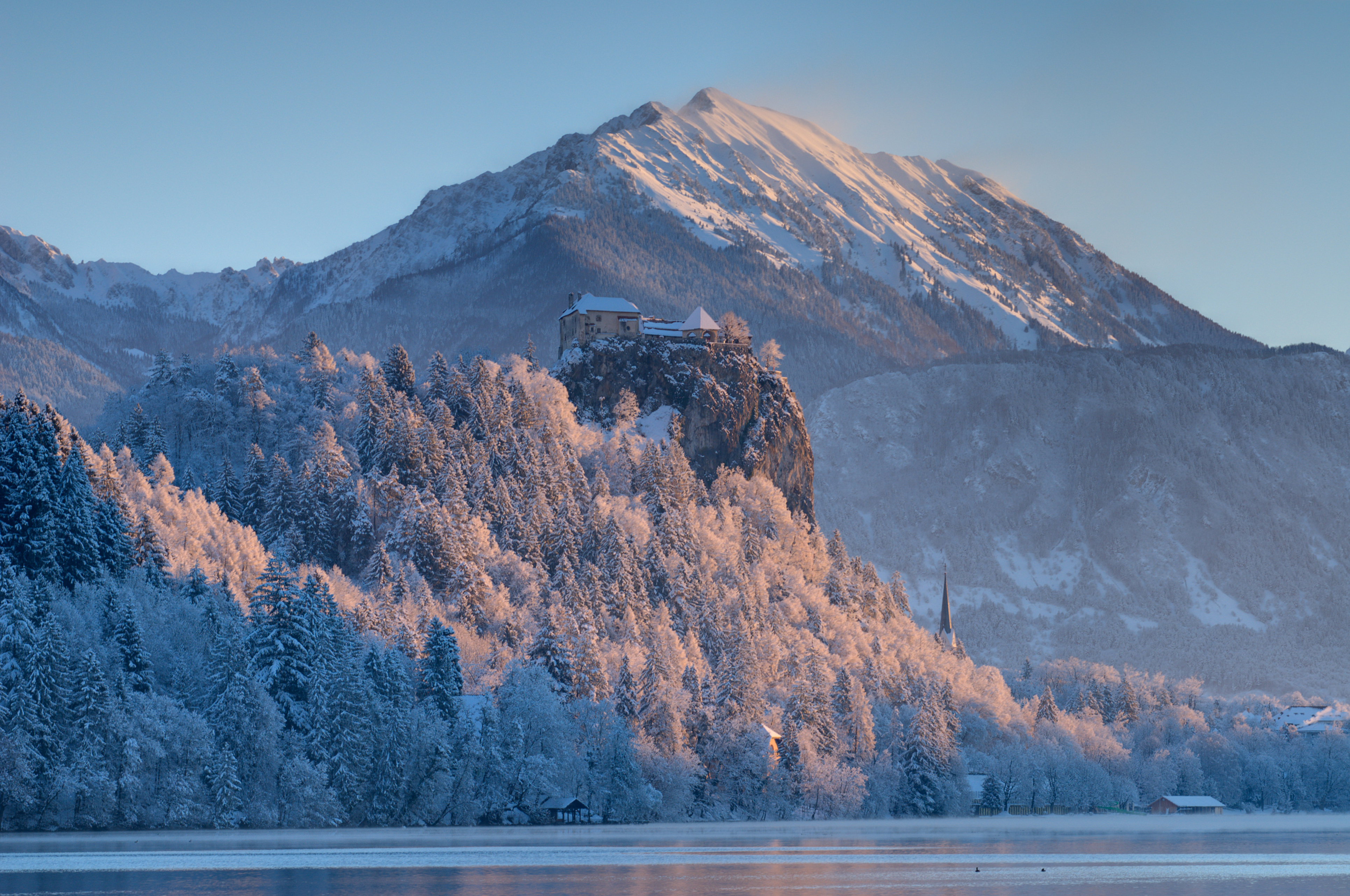
Il castello in inverno
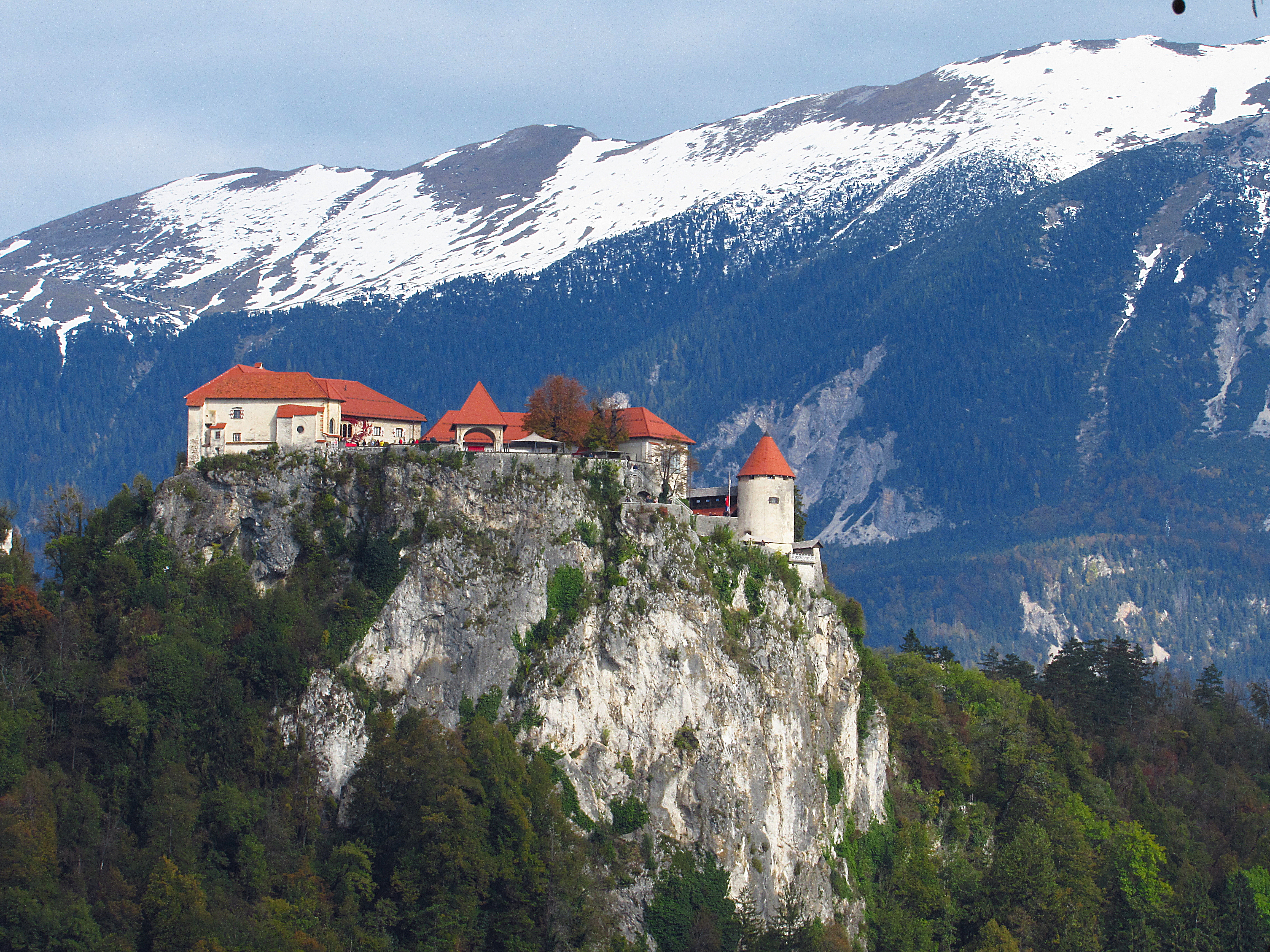
Il castlello di Bled. Ottobre 2021